# Chocnějovice
Chocnějovice (en allemand : Kotzniowitz) est une commune du district de Mladá Boleslav, dans la région de Bohême-Centrale, en République tchèque. Sa population s'élevait à 425 habitants en 2020.

## Géographie
Chocnějovice se trouve à 6 km au nord de Mnichovo Hradiště, à 14 km à l'ouest de Turnov, à 19 km au nord-nord-est de Mladá Boleslav et à 68 km au nord-est de Prague.
La commune est limitée par Všelibice au nord, par Kobyly au nord-est, par Sezemice et Koryta à l'est, par Loukovec et Mnichovo Hradiště au sud, par Mohelnice nad Jizerou au sud-est, et par Neveklovice et Strážiště à l'ouest.

## Histoire
La première mention écrite de la localité date de 1322.